# RJ King
RJ King（アール・ジェー・キング、1992年4月1日 - ）はアメリカ合衆国出身のファッションモデル。本名はロバート・ジャクソン・キング3世（Robert Jackson King Ⅲ）。

## 生い立ち
ミズーリ州コロンビアで生まれる。本名は曽祖父と祖父にちなんで名づけられた。フランス、アイルランド、スウェーデンの血をひく。セントルイスでショップ店員をしていたときにスカウトされ、モデル業界に入る。 姉妹が3人おり、そのうちの1人メーガン・キング（Meghan King）も同じくモデル。

## キャリア
2011年の始めから、ネイティヴサン（Native Son）、カルバン・クライン（Calvin Klein）、フィリップ・リム（Philip Lim）、サイモン・スパー（Simon Spurr）、ジェネラルアイデア（GENERAL IDEA）、パトリック・イーヴェル（Patrick Ervell）、DKNY（Donna Karan New York）、ビリー・リード（Billy Reid）、ロバート・ゲラー（Robert Geller）などのランウェイを歩いている。